# 亞視新聞
亞視新聞（英語：ATV News）是香港亞洲電視有限公司新聞及公共事務部（英語：ATV News and Public Affairs Division）製作的新聞類電視節目的統稱。其總部位處亞洲電視大埔廣播大樓，在灣仔電訊大廈設有直播室。另外，在北京及廣州設有新聞中心或記者站，會定期派出記者駐守。其官方口號為「亞視新聞 深入社群」。亞視新聞的主要競爭對手為無綫新聞。
亞洲電視的新聞和財經節目主要以粵語製作，每日於旗下中文頻道本港台及亞洲台播出，而以普通話及英語製作的新聞和財經節目則於旗下頻道國際台及亞洲台播出。
2016年2月6日起，由於員工連續兩個月被拖欠工資，亞視絕大部分員工已離職，所有自製新聞節目停播，此舉更違反牌照要求。同月20日，亞視恢復製作粵語新聞直至4月1日停播。
2016年4月2日起，亞視免費電視牌照屆滿，亞視新聞停播，亞視新聞所有員工即日起已全部遣散。
2018年起，亞洲電視數碼媒體以「亞洲電視」的名義經營網絡電視，惟無重開新聞部，但部分由亞視新聞部的節目如《當年今日》卻在旗下A1台及亞洲電視經典台播出。

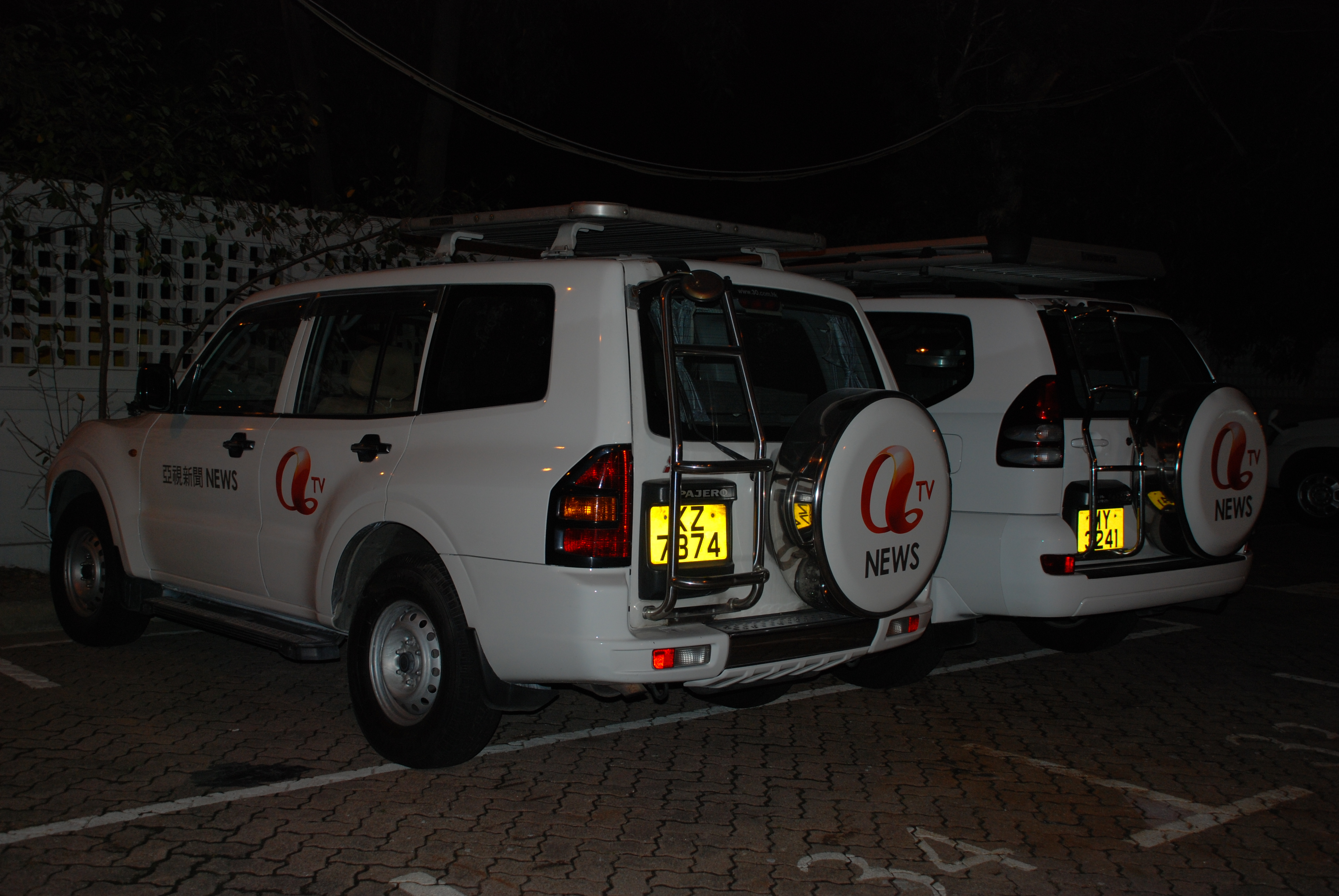
亞視新聞部的採訪車

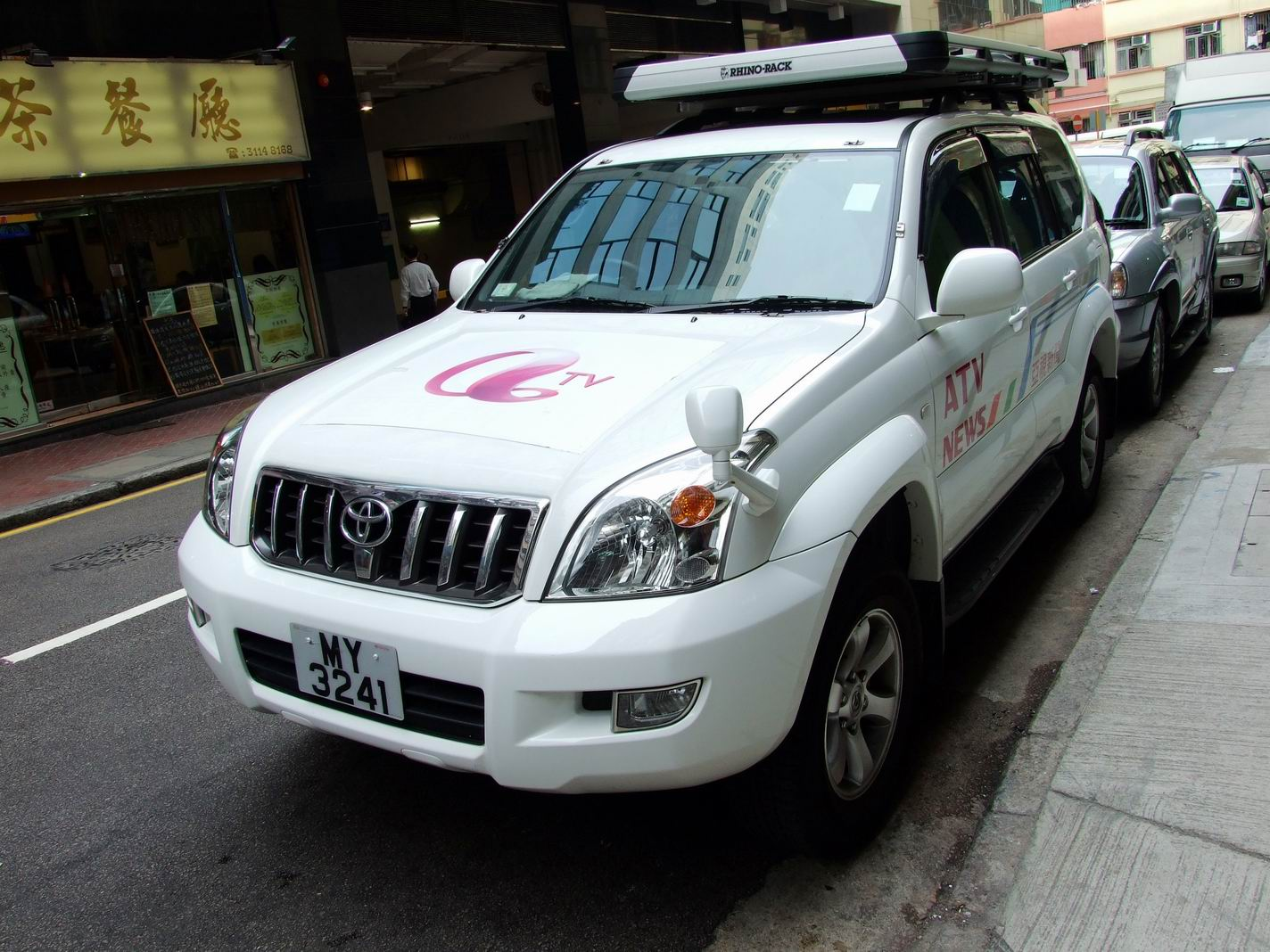
亞視新聞部的採訪車

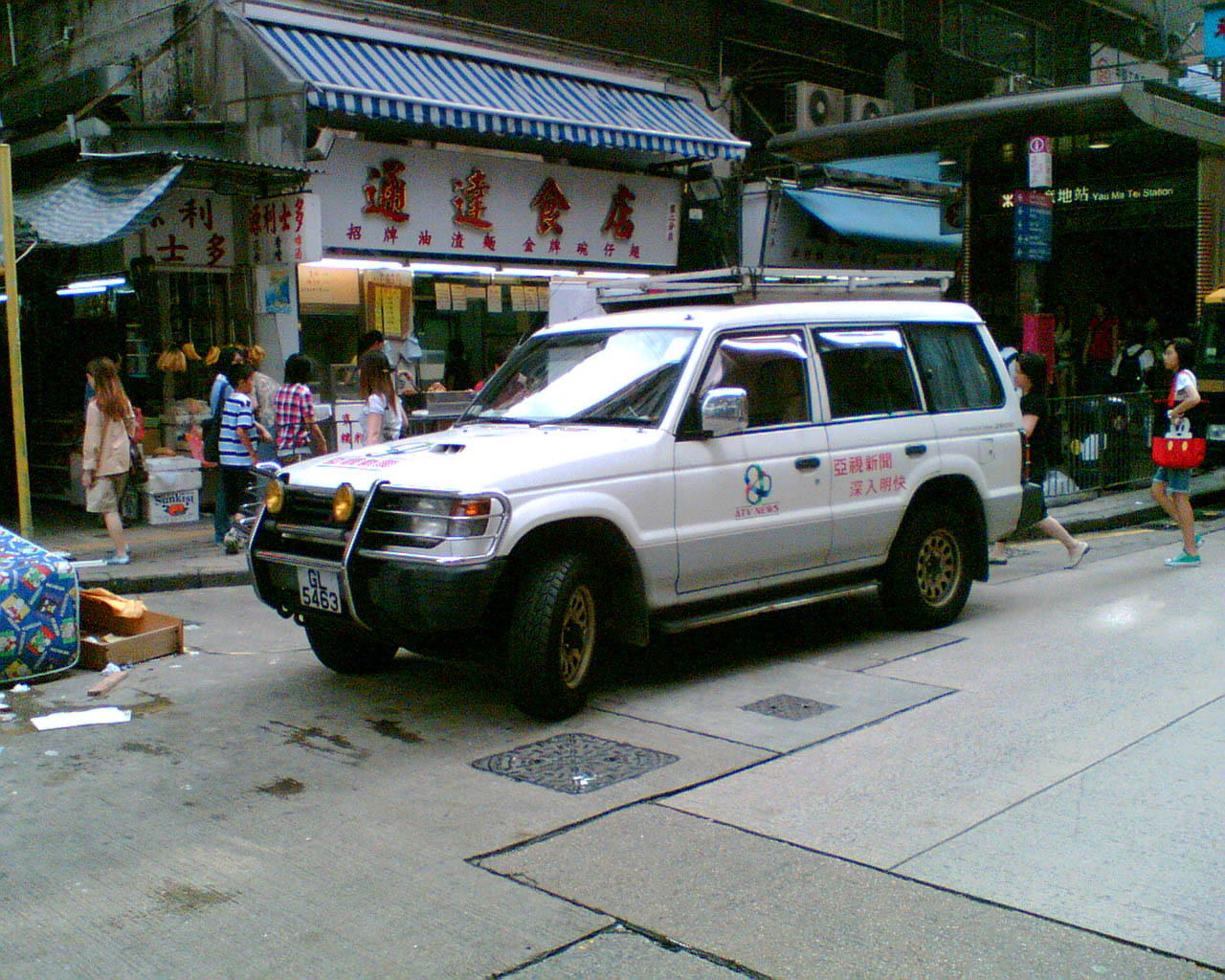
亞視新聞部的舊台徽採訪車

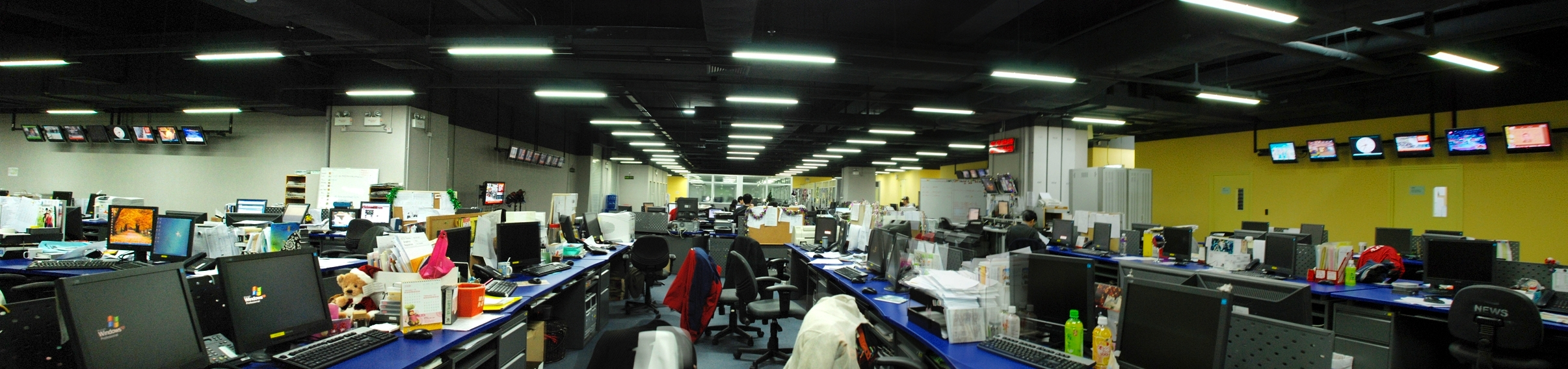
亞視新聞大埔新聞中心

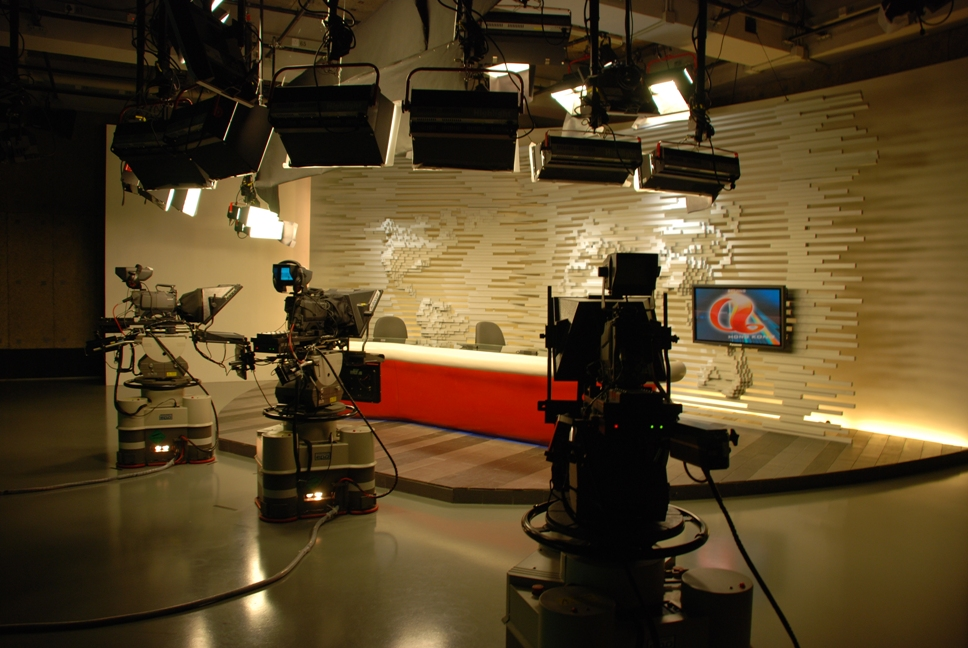
亞洲電視改版前的新聞錄影廠

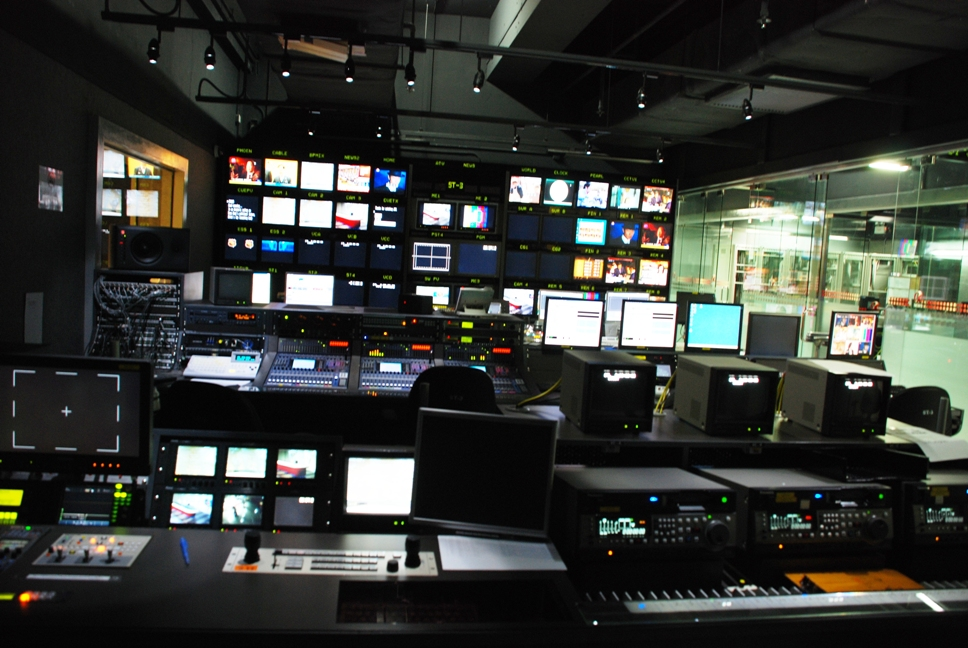
亞洲電視新聞錄影廠的控制室

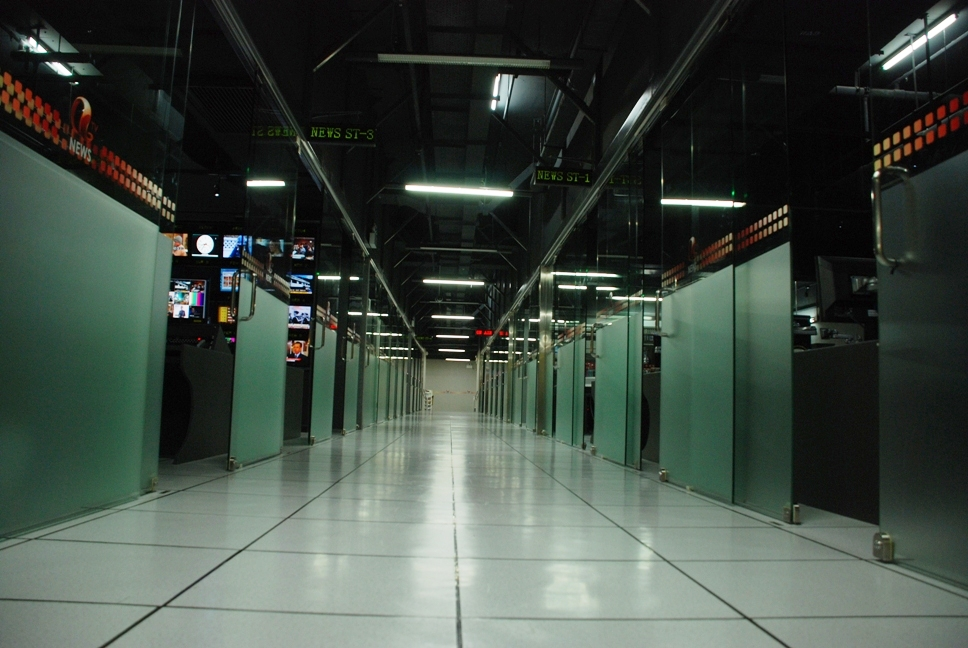
亞視新聞部製作中心

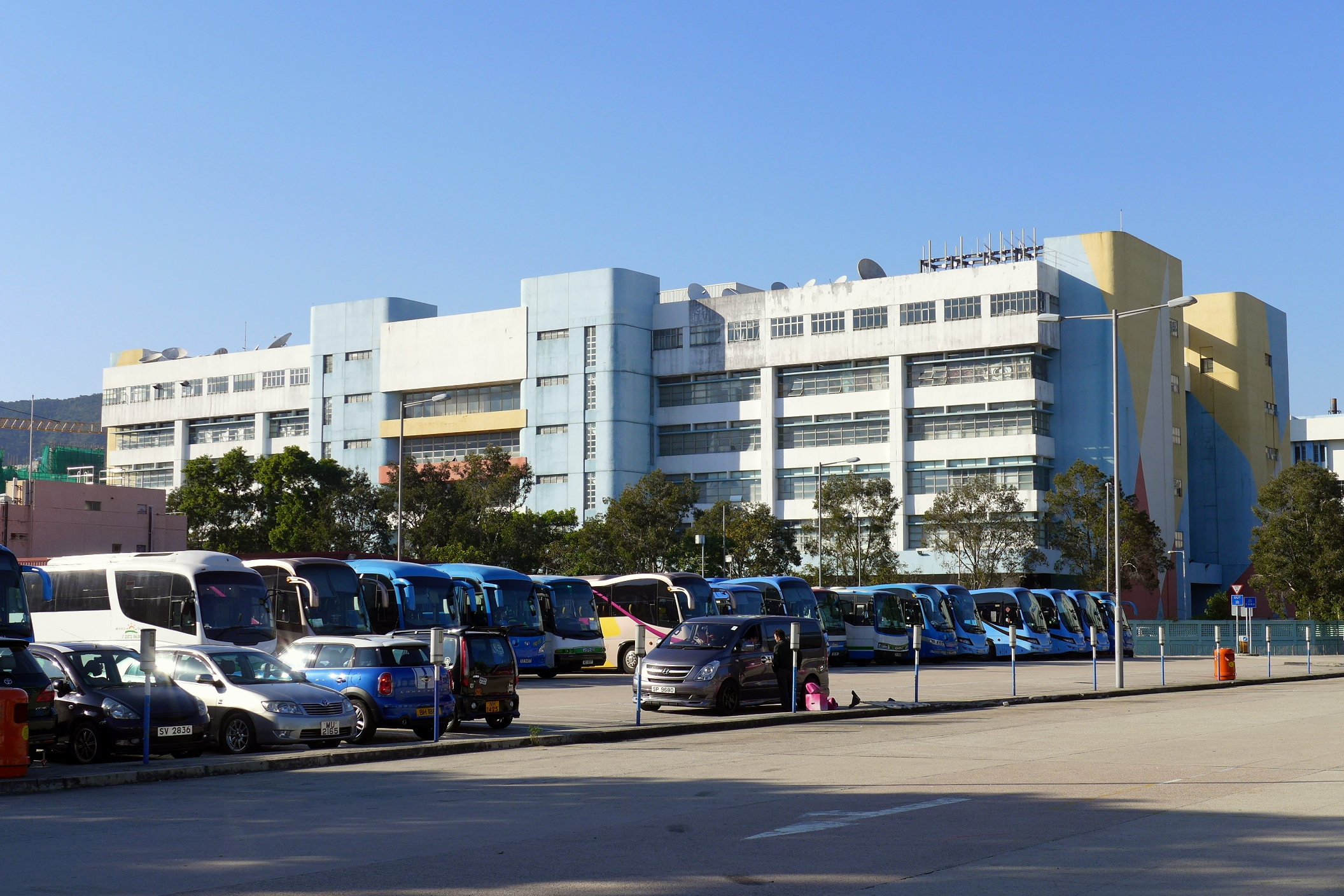
亞視新聞大埔新聞中心位處亞視大埔廣播大樓

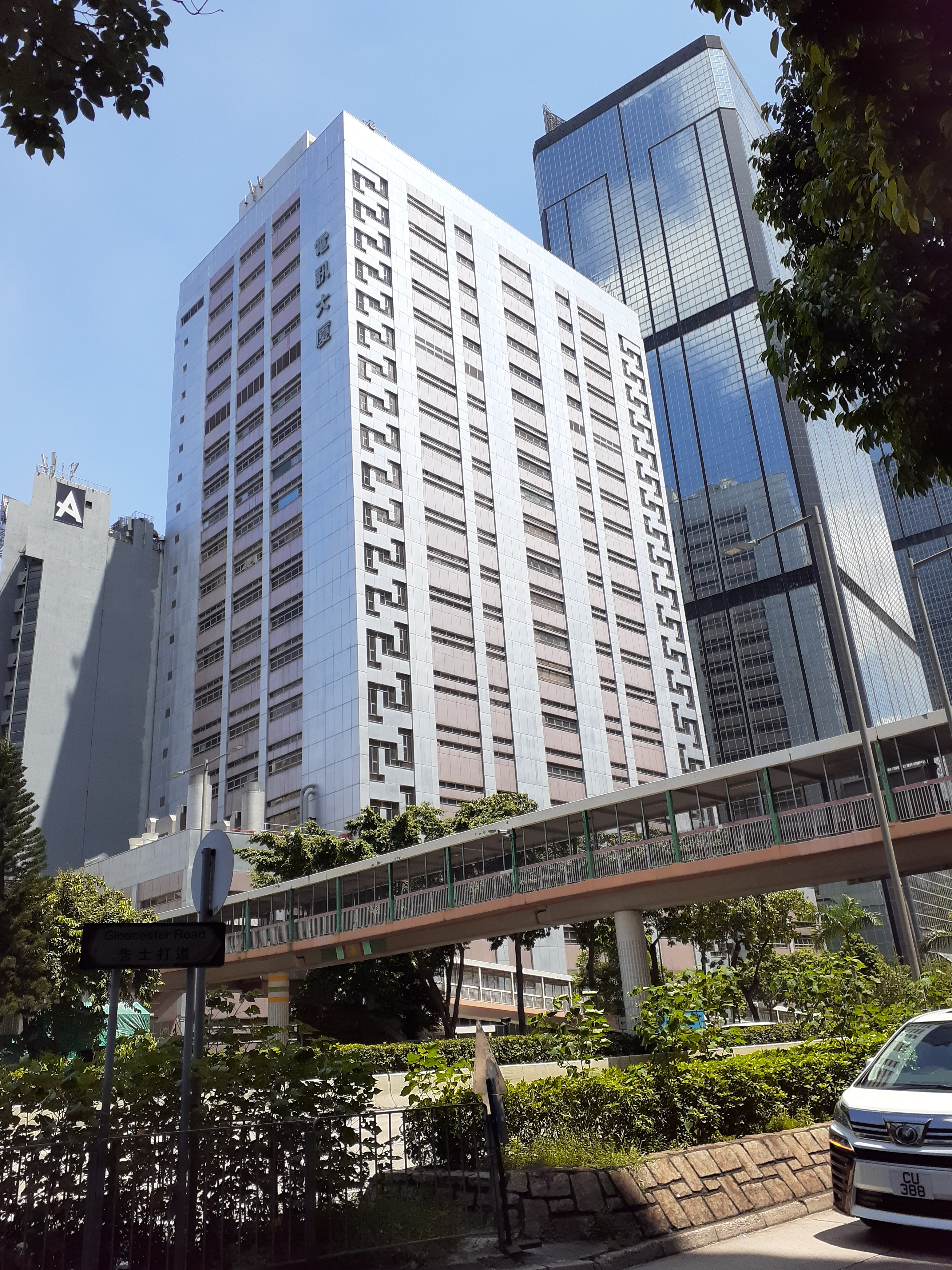
亞視新聞灣仔新聞中心位處灣仔電訊大廈

## 管理階層

### 歷任總監
- 1972年6月至？：張正甫 先生[1]
- 戴偉民 先生
- 潘褔炎 先生（署任）[2]
- 何鉅華 先生
- 詹瑞慶 先生[3][4]
- 包雲龍 先生
- 梁儒盛 先生[5]
- 章台生 先生
- 魏承思 先生[6]
- 2007年至2009年：譚衛兒 女士
- 2011年至？：劉瀾昌 先生
- 2015年至2016年：黃文傑 先生[7]

### 歷任副總監
- 唐德全 先生[8]
- 關偉 先生[9]

## 歷史

### 麗的映聲
- 1957年5月29日，麗的映聲啟播，為遠東地區第一家電視台，開始由報幕員播報粵語及英語新聞節目，最早期的播報員包括後來的知名芭蕾舞家袁經綿（前房屋司廖本懷夫人）。
- 1963年3月30日起，開始提供中文收費有線電視服務。

### 麗的電視
- 1973年12月1日[10]，麗的電視由收費有線電視轉為免費無線電視廣播，易名為「麗的電視」，同年正式啟用首部大型轉播車。
- 1976年4月19日，麗的電視開始播放晨早電視新聞，並採用雙語播放及現場翻譯外電國際新聞，粵語主播為蕭若元（蕭霸），英語主播為John Culkiin。在此之前，香港三大電視台均未有提供晨早新聞節目，最早的新聞為中午時份播出的午間新聞（當時麗的午間新聞為中午12時，而無線午間新聞則在下午1時半播放，佳視則在晚上六時才開始播放正常節目），直至1984年被由沈德寶莉及洪朝豐主持的《大家早晨》節目取代。

### 亞洲電視

#### 邱德根年代
- 1982年10月，微波轉播技術開始普遍應用在亞視新聞直播上。
- 1984年12月中英談判期間，英國首相戴卓爾夫人訪北京會見中國領導人鄧小平，亞視新聞部攝影師陳君佳攝得戴卓爾夫人在人民大會堂前摔一跤的片段，成為香港主權移交過程中最具震撼性的經典鏡頭之一。[11]
- 1987年11月24日凌晨，亞視廣播道總台發生4級大火，新聞部等部門均被波及，新聞部把辦公室遷到採訪車上。[12][13]

#### 林百欣年代
- 1989年六四事件，亞洲電視在北京的採訪隊如實報道當時的情況。
- 1991年，亞洲電視再將晨早節目時段闢為全新聞的《晨早新聞》，主播為戚香蓮、盧瑞盛及嚴力耕，在一大清早向觀眾提供即時新聞。
- 1992年12月3日，亞視新聞獨家拍攝飛虎隊圍攻荃灣中心全過程，事件中警員攻入單位並與匪徒爆發槍戰，匪徒逃走時放下手榴彈，造成7名警員受傷。[14]
- 1994年，六四事件五週年前夕，亞視新聞部的潘褔炎、呂雲生、盧永雄、劉國華、徐佩瑩及李玉蓮不滿管理層插手抽起原定播出的六四專題節目，改播一部關於八九民運的紀錄片，宣佈集體辭職，史稱「亞視六君子」。
- 1995年2月，新一代D-3數碼錄像機投入亞視新聞製作，開始邁向電視數碼化的第一步，並在《十二點半新聞》、《六點鐘新聞》及《夜間新聞》報道中增設「中文字幕」服務，方便不懂廣東話及失聰的人士收看新聞節目。[15]
- 1996年1月19日，亞視《十二點半新聞》播放一段有關德國一間酒店火警的新聞片段，途中被加插一段來自路透社較早前有關澳洲沙灘飛鏢比賽的無上裝女郎片段，並持續播放六秒，成為香港電視新聞史上首次「露兩點事件」。當日影視及娛樂事務處在短短四小時內，收到三十三宗投訴。廣播事務管理局調查後最終裁定，由於事件涉及有人刻意破壞，亞視亦是受害人，只書面「提醒」亞視勿再犯同類錯誤。[16][17]
- 1996年奧運會，亞視新聞採訪隊在風帆賽事地點，第一時間搶先訪問李麗珊贏取奧運金牌的感受。
- 1996年5月，亞視新聞部引入「機械人」攝錄機投入新聞製作服務。
- 1996年11月20日，彌敦道嘉利大廈發生五級大火，亞視新聞捕捉到有人從火場高處跳下逃生的一幕，事後亞視的新聞片段成為香港消防處和獨立調查委員會的珍貴證據之一。[18][19]
- 1998年，亞視新聞部的《時事追擊》奪4項國際大獎，其中《國有企業》更獲「新加坡亞洲電視大獎」（最佳時事節目）金獎。

#### 中國大陸商家年代
- 1998年9月28日，亞視成為香港及亞洲首間引入「虛擬演播室」技術（Virtual Studio）的免費電視台，令電視製作更具靈活和創作性，亦都使新聞直播室看來更宏偉；同時把體育新聞開拓為《體育快訊》。[20]1998年9月28日，《六點鐘新聞》正式使用「虛擬演播室」播出，與剛剛開播的《互動新聞網》、《體育快訊》合稱《新聞一小時》。
- 1999年4月30日，《互動新聞網》停播，後於5月3日取消《新聞一小時》，《六點鐘新聞》獨立播出。
- 1999年10月19日，沈野主政期間，亞視新聞部大膽突破傳統，起用藝人朱慧珊及何守信為新聞報導員，引起社會廣泛關注；雖然首日收視大升，但不久打回原形，惹來觀眾對亞視新聞公信力的質疑，劣評如潮，包雲龍及邱喜耀更因而離職；雖然一年後曾經進行變革，2002年宣布放棄起用朱慧珊及何守信，但何守信最終擔任主播至2003年。[21]
- 2001年9月，美國911恐怖襲擊發生後數分鐘，亞視新聞部率先中斷播放中的《百萬富翁》，第一時間現場直播紐約世貿中心及五角大廈遇襲情況，並於該集的《百萬富翁》間斷地播完後即取消此後的所有節目，並全晚直播911事件。
- 2002年，美軍介入阿富汗政局，並派出大軍進剿塔利班政府。亞視新聞部派出記者陳永深入阿富汗報道，成為首個進入阿富汗境內報道戰況的香港電視台記者。
- 2002年7月1日，亞視新聞部增設娛樂新聞《群星情報站》，為觀眾提供全面娛樂資訊，是繼財經新聞《經濟快訊》外另一創新開拓，但於2008年10月31日停播。
- 2003年3月，美國、伊拉克爆發戰爭，亞視新聞部派出多支採訪隊進入伊拉克及鄰國─如土耳其、科威特、約旦及以色列，實地現場衛星直播為觀眾提供最新戰況及鄰國人民反應。
- 2003年7月，亞洲電視企圖在新聞報道中抹黑七一大遊行，亞視新聞部更因新聞部的高壓管治方式而出現大量資深員工外流。[22]
- 2004年7月1日，數以萬計市民連續第二年參與七一遊行，但亞視本港台卻一反常態，把當日回歸慶典列作六點鐘新聞的頭條，遊行新聞只安排到第二節播放，反之國際台、無綫及有線新聞則以頭條及大篇幅報道遊行消息。亞視做法引來學者及市民質疑，南華早報透露當日亞視高層以「廣東觀眾喜歡看慶回歸儀式」為由，要求新聞部優先播出相關新聞，與會的伍健強、褚簡寧及其他編採人員曾表態反對，但最終只有英語新聞可免於壓力[23]。
- 2004年7月25日，亞視與香港最大固定電訊網路商電訊盈科合作推出「24小時亞視新聞台」，並於12月12日在電訊盈科旗下的收費電視業務「Now寬頻電視」第324頻道開播，報道香港、國際、經濟等新聞。
- 2005年12月17日，反對世界貿易組織第六次部長級會議的示威者大規模衝擊警方設立的防線，雙方發生激烈打鬥。亞視本港台罕有延長六點鐘新聞至七時以後，繼續現場直播最新消息。亞視本港台更因此而取得收視優勢，吸引超過一百萬名香港觀眾收看，收視達16點，取得五成一收視。
- 2006年，資深電子傳媒人梁家榮加入亞洲電視成為新聞部顧問，但仍無法得到新聞部的員工支持，資深記者張慧慈及溫智韻更先後因此而離職。
- 2007年1月28日，工作超過七年的英語記者謝燕娜轉職香港電台英語新聞部。謝燕娜在離開亞洲電視前，最後一次主持晚間7時30分新聞，並且向觀眾表示「再會」。但她於2012年5月返回亞視新聞擔任主播。

#### 查懋聲年代
- 2007年香港主權移交十周年，7月2日至8月24日播映新聞歷史資訊紀錄片《解密百年香港》，收視高達10點以上，大受歡迎。
- 2007年7月21日，當天之《夜間新聞》報道完畢後，有著50年歷史使命[24]的亞視新聞部在通宵搬遷到大埔新總部，並於翌日開始在大埔的新總部報道第一節新聞《晨早新聞》早上6:30播出[25]，而「虛擬演播室」技術（Virtual Studio）則一度完全停用。
- 2007年7月23日，曾志英亦於上午9:15在亞視新總部首次主持《曾sir28騷》及於下午14:35主持《曾sir下午茶》；這直至2007年8月24日為止，並由《理財博客》取代。
- 2007年9月25日，曾在有線電視及多個電子傳媒任職的譚衛兒，十月初加盟亞視新聞部，職銜為新聞部總監。在譚衛兒加盟後，亞視新聞部之新架構由高級副總裁關偉執掌新聞部，新聞部顧問及主播梁家榮則任副總裁，譚衛兒出任總監，三位高層全是經驗豐富代表。
- 2007年11月21日起，於now寬頻電視播放的24小時亞視新聞台停播，而now自製新聞頻道now新聞台於2007年10月24日啟播，now方面已知會亞視新聞部主管關偉「終止合作」的決定。
坊間認為now不再向亞視購買新聞內容，是因為now要建立一個和有線電視相若的頻道陣容，繼財經台後再建立一個屬於自己的新聞頻道，很明顯是要狙擊有線電視，並樹立「now TV」的品牌和型象。
另外亦有傳now方面不滿亞視近年在新聞節目政治方針偏左，所以不欲與亞視繼續合作。
而在2007年尾，亞視將會因為數碼電視廣播使得免費頻道由二個增加至六個，24小時亞視新聞台將改名為亞洲電視新聞財經頻道，通過數碼電視形式於12頻道免費廣播。[26]
- 2007年11月29日，亞視新聞在新加坡亞洲電視大獎奪得「最佳半小時記錄片大獎」及「最佳一小時記錄片大獎」冠軍。 [27][28][29]
- 2008年1月11日，亞洲電視新聞部攝影師李東杰，在台灣高雄採訪立委選舉拉票活動時，從國民黨安排的宣傳車上墮地頭部受重傷。香港及台灣多個機構、政府部門以及港台兩地媒體同業都關心事件，並表達向李東杰的慰問及支持。[30][31][32][33][34][35][36]
- 2008年1月30日，亞視在廣州火車站獨家就中國雪災訪問國務院總理溫家寶。
- 2008年9月28日起，亞洲電視新聞節目均開始以16:9標清格式播放。
- 2008年12月8日，關偉和梁家榮辭職，其後梁家榮取消他的辭職，留任亞洲電視，並獲擢升為高級副總裁[37][38]。之後，由2009年2月12日起，馮兆寧等資深新聞部員工遭到亞洲電視解僱。

#### 臺資蔡衍明年代
- 2009年4月1日，新聞財經頻道停播，部份直播新聞及財經節目轉移至亞洲高清台。
- 2009年7月1日，亞視新聞所製作的新聞節目螢幕下方會加設即時新聞欄，以向上捲動方式顯示。
- 2009年9月7日，亞視新聞部分節目恢復使用「虛擬演播室」技術（Virtual Studio）。

#### 王征年代
- 2010年8月23日，菲律賓馬尼拉發生馬尼拉人質事件，亞視攝製隊到達菲律賓報道最新消息。
- 2011年，亞視新聞部大批英語記者離職，大部分記者轉職至無綫新聞。
- 2011年2月亞視新聞部有多位外電記者、主播（包括麥桂源、羅振邦、卓麗雯等）離職，轉投鳳凰衛視香港台。
- 2011年3月12日日本發生9級大地震翌日，亞視攝製隊到達日本報道最新災情。
- 2011年4月11日亞視新聞換新片頭，惟被觀眾發現片頭疑為抄襲，高登討論區有網民指出[39]，原設計是由一位23歲外國學生以「BBC新聞報道片頭」為題而來的「功課」作品，相關載圖被轉載到多個網站，不到兩日，亞視於4月13日播回舊版本，並將4月11及12兩日原於亞視網站供網民重溫的新聞片段作出刪剪，相關懷疑侵權片頭亦被換為舊版本。
- 2011年4月29日亞視《六點鐘新聞》直播英國威廉王子及凱特·米德爾頓的婚禮而延至七時半完結。
- 2011年5月起，在新聞時段內加入「震後三年」系列報導，全面分析及報導四川大地震的深遠後果，並深入災區與災民接觸，了解他們的需要及當地情況。
- 2011年7月6日下午六時三十六分，亞視於《六點鐘新聞》期間以插播方式報導中國共產黨前中央委員會總書記江澤民於北京逝世，為全球首個媒體報導，但消息從未被中國官方證實，後來更於同年10月9日因江澤民出席《辛亥革命100週年紀念大會》正式粉碎謠傳。[40][41][42]翌日亞視發表聲明撤回關於江澤民病逝的報導，並向江澤民及其家屬和觀眾致歉[43]。而助理採訪主任陳佩琳亦因誤報江澤民逝世消息，正式辭職。[44][45]
- 2011年9月，理財博客主持人殷莉「空降」亞視新聞財經組高層，事件引起財經組各記者以至新聞部員工及外界傳媒的不滿[46][47]。
- 2011年9月5日，高級副總裁梁家榮因誤報江澤民逝世消息以私人理由辭職，即日生效。而副總裁譚衞兒就遞交辭職信[48]。
- 2011年9月21日，資深電子傳媒人唐德全獲聘為亞視新聞及公共事務部副總裁。[49]
- 2011年10月中起，記者陳興昌及攝製隊深入泰國曼谷災區跟進泰國水災最新消息，並在廊曼機場獨家採訪泰國總理英祿。
- 2012年起，亞視新聞部出現大量資深員工外流。
- 2012年2月10日，亞視新聞錯誤報道英格蘭足球代表隊看守領隊為莫耶斯而非皮雅斯。[50][51]
- 2012年4月16日起，由於22:00首播全新財經節目《國際財經視野》，原新聞部節目《ATV焦點》改在22:55-23:00播出，改由高級副總裁雷競斌負責，把節目改為評論式節目，以簡報及由特定旁白旁述，意見走向單一化。
- 2012年6月8日，助理採訪主任陳興昌於當日《夜間新聞》帶出贈言「多謝大家，請繼續支持亞視新聞」，離開工作逾17年的亞視新聞[52]；但陳興昌於2013年1月重返亞視新聞。
- 2012年6月13日起，《英語晚間新聞》與《天氣報告》之間的廣告時段合併在《晚間新聞》原來之廣告時段內一併播放。
- 2012年7月8日，亞視新聞在當日《十二點半新聞》起更換片頭及滾動字幕設計。[53]
- 2012年7月胡燕泳以兼職身分重返亞視新聞工作。11月26日，亞洲電視突然解僱7名員工，她是其中之一，對胡被辭退是否與批評公司有關，亞視公關部稱不會回應。
- 2012年8月10日，亞視新聞採訪隊於合肥採訪谷開來涉嫌殺人案件，攝影師雷釗河上前拍攝在法院外拍攝的上訪民眾時，遭到便衣人員阻擋及抓傷腰部。亞洲電視發言人回應表示，已向當地公安部門報案，並要求當局保證正常採訪不再受干擾。[54][55][56]
- 2012年9月3日，亞視新聞評論節目《ATV焦點》就香港推行德育與國民教育科作出評論，同日，總編輯馮兆寧提出請辭，但其後獲挽留。其後副採訪主任吳宜婷及黃雅宇亦離開亞視新聞部。[57]
- 2012年12月10日，《六點鐘新聞》因直播《梁振英問答會》而延至七時零五分完結。
- 2013年起，雷競斌入主亞視新聞部後，新聞員工人數大為減少；另外，有新聞部人員表示高層曾插手新聞部，令人質疑新聞部的編採自主[58]。
- 2013年1月5日，從《時事追擊》分拆出《Hot Topic》，於該節目前跟隨播出。
- 2013年4月，在新聞界工作超過20年的採訪主任李彤離開亞視新聞部。[59]
- 2013年4月20日，四川蘆山縣發生7級大地震，亞視派出記者文橋康及羅雯麗採訪災區情況。
- 2013年6月9日，英語新聞記者Heyling Chan離開亞視新聞部，並轉投ViuTV News。
- 2013年7月，亞視新聞開設YouTube帳户，提供財經及專題節目重温。
- 2013年7月22日：由於騰出時間予本港台直播《足球狂熱－阿仙奴亞洲之旅：名古屋鯨魚 對 阿仙奴》，當天《六點鐘新聞》提早至18:14結束。
- 2013年7月26日：由於騰出時間予本港台直播《足球狂熱－阿仙奴亞洲之旅：浦和紅鑽 對 阿仙奴》，當天《六點鐘新聞》提早至18:16結束。
- 2013年8月15日，副採訪主任吳秀華、副總裁唐德全及高級副總裁劉瀾昌辭職，但其後劉瀾昌獲挽留。[60]
- 2013年8月24日，總編輯馮兆寧、助理副總裁伍健強也辭職，據估計，亞視新聞員工人數原有約60人，過去半年有三分一人離職。助理採訪主任陳興昌則越級升任助理副總裁，尚有其他採主及記者遞辭職信。有新聞部人員表示，高級副總裁雷競斌插手新聞部，編採方向令人側目，如亞視遭通訊局處罰的報道編排在《六點鐘新聞》第二節新聞末段播放，《夜間新聞》更隻字不提[61]。同時間，雷競斌邀請鄭鋼英重任新聞部採訪主任，並重邀大量前舊屬（包括亞視及大公報）轉往亞視新聞工作，但亦設法迫走一些有異見的現職員工。[62][63]
- 2013年11月起，亞視新聞隆續更新其下新聞節目虛擬廠景畫面設計：經濟快訊由真實廠景轉變為虛擬廠景拍攝，體育快訊主播則一改由採用主播枱報道新聞的方式，主播會站著報道體育新聞，增加互動等；亞視新聞也開始以紫色為主色[64]。
- 2013年11月11日，菲律賓受風暴「海燕」重創，塔克洛班市進入緊急狀態，亞視記者謝明輝及攝製隊到達菲律賓報道最新災情。
- 2013年11月18日，亞視新聞推出iOS及Android版本的智能手機程式。同日，助理採訪主任鄧駿暉再次離開亞視新聞部。
- 2013年11月22日，英語新聞記者Belinda Lloyd第二次離開亞視新聞部，令國際台新聞部員工人數愈漸減少。
- 2013年11月29日，粵語新聞首席記者李卓敏第二次離開亞視新聞部。
- 2014年1月12日，《金錢世界》最後一集播出後暫停製作，直至4月27日開始重新播放。
- 2014年1月15日，《施政論壇2014》由《把酒當歌》主持人林雅惠代表亞視新聞部參與。
- 2014年1月21日，本港警方人員前往印尼向被虐印傭Erwiana錄取口供，亞視派出高級記者陳苑蓉及攝製隊到達印尼報道最新消息。
- 2014年2月1日（農曆正月初二），記者伍慕蓮離開亞視新聞部，使《六點鐘新聞》主播人選擇愈漸減少。
- 2014年2月，烏克蘭局勢惡化，首都基輔爆發大規模衝突。亞視派出記者關據鈞及攝製隊前往當地採訪，曾一度受傷。亞視新聞部記者其後走訪格魯吉亞及吉爾吉斯，把三個前蘇聯加盟共和國的政變製作節目《顏色革命.十年反思》，於同年5月播映。
- 2014年6月6日，英語新聞記者Brittyn Clennett離開亞視新聞部，並轉投ViuTV News。
- 2014年7月，粵語體育記者兼主播梁倩影離開亞視新聞部。
- 2014年7月27日，英語新聞編輯Anne-Marie Sim離開亞視新聞部，並轉投無綫新聞，國際台新聞員工只剩十多名。
- 2014年8月1日，台灣高雄市前鎮區與苓雅區發生氣體爆炸事故，超過20人死亡，亞視派出記者文橋康到高雄報道最新情況。
- 2014年8月3日，雲南省昭通市發生6.5級大地震，造成嚴重傷亡，亞視記者羅雯麗深入災區報道災情。
- 2014年9月27日，重奪「公民廣場」行動示威者衝入政府總部，手持電視台咪牌的記者江川跑入政府總部東翼前地採訪，被警員截停，並用手叉頸，雙方衝突和推撞。亞視新聞部對記者在採訪時受到警員粗暴對待，表示極度遺憾，要求警方切實保障記者自由採訪的權利及安全。
- 2014年9月28日，警方向佔據夏愨道人士施放催淚氣體，當天約17:35播出5分鐘的《特別新聞報導》，《六點鐘新聞》提早至17:59開始播放，片頭播映後立刻播放現場情況，由金玲彤及陳苑蓉作現場突發報導，未有顯示新聞廠房及主播畫面。18:14才開始播放正常新聞，同時以三視窗形式展示現場畫面，18:32播出第二節新聞，18:41播出第三節新聞，並延至約18:50完結。
- 2014年10月15日，粵語新聞記者兼主播文橋康離開亞視新聞部。
- 2014年11月29日，台灣舉行地方公職人員選舉（又稱九合一選舉），亞視新聞部派出記者江川赴台灣，途經數個城市採訪社會各階層人士並報道選情。
- 2014年12月2日，英語新聞記者謝燕娜升任採訪主任。
- 2014年12月起，亞視新聞部多名記者、編導（包括謝明輝、李靜愉、姚嘉欣、陳家信等）因欠薪離職，部份轉職至無綫新聞。
- 2015年1月1日起，亞視新聞部在內的部分員工及外電記者（包括編輯主任羅佩）遭到拖欠薪金後離職；新聞時段方面，包括《亞洲早晨》、《普通話新聞》在内的新聞節目停播，而本港台與亞洲台聯播的《理財博客之投資多面睇》則縮短至45分鐘，而國際台的英語新聞時段則如常播放，但縮短至15分鐘。
- 2015年1月起，因亞視欠薪，人手資源短缺，自駐北京記者梁家寶回港後，新聞採訪隊暫停駐北京的採訪，改以外電報道消息。
- 2015年1月3日，副採訪主任陳國揚遭到拖欠薪金後辭職，但其後獲挽留。
- 2015年1月11日起，因亞視欠薪，人手資源短缺，英語新聞記者Michael Chugani主持的國際台時事清談節目《時事縱橫》（Newsline）改為重播以往訪問內容。直至2015年1月25日再次製作及播映，改由英語新聞總編輯Yonden Lhatoo主持。英語新聞採訪主任謝燕娜同時成為該節目的執行監製。
- 2015年2月2日，英語新聞採訪主任謝燕娜在放產假之前最後一次主持晚間7時30分新聞；4月13日歸隊再次擔任7時30分新聞主播。
- 2015年2月，粵語新聞記者及主播李文欣離開亞視新聞部，並轉投無綫新聞。
- 2015年3月1日，元朗發生反水貨客示威，手持電視台咪牌的亞視記者江川、攝影師黃偉倫及張進興在採訪期間被警方胡椒噴霧噴中，江川向警方作出投訴；亞視新聞部表示遺憾，認為警員無故施襲，要求警方切實保障記者自由採訪的權利及安全，並即時調查跟進。
- 2015年3月，助理採訪主任聶德寶離開亞視新聞部。
- 2015年3月起，因需報道兩會消息，亞視再次派出駐北京記者羅雯麗、駐當地採訪隊及記者梁家寶採訪有關消息；但派出駐北京採訪隊的同時，新聞採訪隊暫停駐廣州的採訪；兩會結束後，亞視新聞部正式暫停駐北京及廣州的採訪工作。
- 2015年3月14日，在新聞界工作超過19年的英語新聞總編輯Yonden Lhatoo離開亞視新聞部，並預先錄影至4月12日的《時事縱橫》集數；3月22日，英語新聞記者Emily Siu離開亞視新聞部。
- 2015年3月31日，亞視於《六點鐘新聞》開始突然宣布大股東黃炳均及主要投資者王征將旗下控股權轉讓予香港電視網絡主席王維基，並將豁免亞視所欠的大部分債務。但翌日香港電視網絡即澄清雙方並未達成協議。[65]
- 2015年4月2日，副採訪主任陳國揚表示，同事得知公司不獲續牌後士氣低落，但仍會緊守崗位，希望管理層盡快召開員工大會，交代公司資金及經營情況。他表示，公司自11月拖糧至今，新聞部已流失1/4人手，記者人數減半至到只有10人，若再多3至4名記者離職，將令採訪工作面對嚴峻情況。[66]
- 2015年4月初，粵語新聞記者羅雯麗離開亞視新聞部；4月26日，粵語新聞記者梁家寶最後一次主持《夜間新聞》，其後離開亞視新聞部，並轉投無綫新聞。
- 2015年4月5日，在新聞界工作多年的英語新聞編輯William Forsythe離開亞視，並轉投香港國際財經台；4月12日，英語新聞記者Anne Cheng離開亞視新聞部，並轉投ViuTV News；4月24日，英語新聞記者Wynna Wong離開亞視新聞部，並轉投無綫新聞。
- 2015年4月19日，《時事縱橫》在播映預先已錄畢的集數後，改由盛浩文（Harminder Singh）主持。
- 2015年4月25日，因亞視新聞部多人離職，人手資源短缺，英語新聞部只在三名主播；一般由三位新聞主播主持的《英語晚間新聞》正式減至兩名主播，由坐在右方的主播兼報體育消息，天氣則由坐左方的主播報道。
- 2015年5月1日，亚洲台及國際台轉播自中國中央電視台的新聞節目《中國新聞報道》（《新聞30分》和《新聞聯播》）停播，至此亞視所有普通話新聞節目停播。
- 2015年5月7日，副採訪主任陳國揚認為，公司至今仍未交代發展方向，亦未解釋資源、人手及薪金問題，指港聞部現只得8名記者，英文台只有5名，原有10輛採訪車有7輛因無法維修而停用，僅靠租車或向其他部門借用。[67]
- 2015年5月13日，粵語財經記者曾紫蕾最後一次主持《經濟快訊》，並於5月24日主持《金錢世界》，其後離開亞視新聞；5月16日，粵語新聞記者梁溯庭最後一次主持《十二點半新聞》，其後於6月1日離開亞視新聞部；5月17日，粵語外電記者鄭頴宜最後一次主持午間及晚間《天氣報告》，其後離開亞視新聞部，但她於8月1日重返亞視新聞。
- 2015年5月18日起，由於新聞部人手資源持續短缺，決定取消播出《十二點半新聞》，緊接播出之《經濟快訊》、《天氣報告》亦取消[68]。根據亞視網站的節目表顯示，5月18日當日有關時段會播放《時事追擊》，至於5月19日起逢星期一至五就重播《亞視光輝歲月》取代，星期六、日則改為播出劇集及旅遊節目。據了解，現時新聞部餘下八個港聞記者，但有兩人即將離職。至於英文新聞部就餘下三個全職記者，一個兼職記者[69]。
- 2015年5月18日起，由於英語新聞部人手短缺，原於19:25-19:30於國際台播出的《財經匯報》併於《英語晚間新聞和天氣報告》時段內播放。
- 2015年5月24日起，適逢尼泊爾地震發生一個月，亞視攝製隊到達尼泊爾作出跟進報道。
- 2015年6月，粵語新聞記者黃曉玲離開亞視新聞部；副采访主任陈国扬离开亚视新闻部，其空缺职位由粤语体育记者兼主播张志豪接任。

#### 司榮彬年代
- 2015年6月14日，粵語新聞記者黃迪瑋離開亞視新聞部，轉投無綫新聞，但於同年11月再次重返亞視新聞。
- 2015年7月5日，英語高級新聞記者Bo Leung離開亞視新聞部，但其後於9月14日返回亞視新聞部。
- 2015年7月31日，新聞部行政經理李禮儀最後一次主持晚間《天氣報告》，她先於節目強調「我係李禮儀」，並以哽咽語調帶出贈言「各位觀眾朋友，再會」，正式退居幕後。
- 2015年8月1日起，亞視新聞部恢復製作《亞洲早晨》和《十二點半新聞》。
- 2015年8月3日起，亞視新聞部恢復製作《普通話新聞》。
- 2015年8月10日凌晨起，亚洲台及国际台恢復轉播中國中央電視台的新聞節目《中国新聞聯播》和《新聞30分》，《中國新聞》則繼續停播。
- 2015年8月12日，天津港發生爆炸，翌日，亞視派出記者江川到天津報道最新情況。
- 2015年8月17日，泰國曼谷發生爆炸；8月19日，亞視派出記者江川到曼谷報道最新情況。
- 2015年8月29日，亞視攝製隊到達馬來西亞，報道要求因贪污丑闻而备受争议的时任首相納吉布下台的集會。
- 2015年8月31日起，《普通話新聞》恢復與國際台同步播出。
- 2015年9月1日，亞視派出記者范樂蘅到北京報道紀念抗戰勝利70週年閱兵儀式。
- 2015年9月4日，粵語高級新聞記者陳苑蓉離開亞視新聞部，轉投有線新聞，令主持人選愈來愈少。
- 2015年10月3日，亞視派出體育記者林佩雯到台北貓空報道台北貓空越野跑。
- 2015年10月中起，亞視新聞部再次派出駐廣州記者，由劉俊鈺駐當地採訪有關消息。
- 2015年11月，英語新聞記者Marcus Chi離開亞視新聞部。
- 2015年11月2日起，新聞部恢復製作《新聞簡報》，每天15:00、21:00於本港台播出。同日起，新聞部開始製作《亞洲點滴》（Asia Moments），星期一至五18:38-18:40、23:25-23:30、13:10-13:15、星期六、日22:25-22:30於本港台、星期一至五19:15-19:20、21:00-21:05於亞洲台播出。
- 2015年11月6日，亞視派出記者范樂蘅和盧卓瑤前往新加坡，採訪翌日習近平和馬英九在新加坡66年來兩岸領導人的首次會面。
- 2015年12月8日下午起，湯森路透社（Thomson Reuters）停止向亞視提供股票報價、衍生工具的報價及各地股市指數，亞視新聞部製作的《經濟快訊》、《夜間新聞》、《普通話新聞》、《晚間新聞》中的財經匯報環節均停止播放即時股票報價等資訊；由於以上節目均在休市時段播放，因此「恒生指數」及「十大活躍股份」改用自行製作的股票報價數字截圖進行報道，收市後「恒生指數」改用自行製作的恒生指數線形圖報價表；而《理財博客之即市錦囊》及《理財博客之投資多面睇》亦停止播放股票報價等資訊，節目期間股票報價改用非湯森路透社提供的線形圖，下方的報價、財經新聞資訊列由新聞部的新聞資訊列取代，並把新聞轉為財經新聞，左方的匯率資訊列及上方的恒指、國企資訊列均取消。同時，亞視租用提供新聞資訊的外國通訊社由美聯社及路透社兩間減至只剩下路透社一間，以維持新聞採訪。
- 2015年12月9日，粵語高級新聞記者林詠雯最後一次主持《六點鐘新聞》，其後離開亞視新聞部。
- 2015年12月起，財經首席記者羅佩怡同時主持《六點鐘新聞》。
- 2016年1月1日，亞視新聞在當日《亞洲早晨》起更換片頭設計。
- 2016年1月12日，新聞部高層不滿未發放12月薪金，揚言煞停《六點鐘新聞》，司榮彬急回公司召開會議，承諾盡快解決薪金問題。
- 2016年1月15日，財經記者具格最後一次主持《經濟快訊》，其後離開亞視新聞部。
- 2016年2月1日，因亞洲電視拖欠部分員工12月份薪金的1個月期限屆滿，預料會有員工相繼離職，再加上新聞部的人手資源短缺，即日起停播《亞洲早晨》及《十二點半新聞》。
- 2016年2月1日起，《普通話新聞》國際台播放的新聞資訊列改為顯示「歡迎收看亞洲電視」，亞洲台則維持播放新聞資訊。
- 2016年2月3日起，因亞洲電視拖欠部分員工12月份薪金的1個月期限屆滿，預料會有員工相繼離職，再加上新聞部的人手資源短缺，亞視在沒有通知下即日起取消播出《普通話新聞》。
- 2016年2月3日，《六點鐘新聞》正常播出，由兩位主播何戎笙及羅佩怡於第二節新聞時段中報導亞視欠薪及召開員工緊急大會。
- 2016年2月3日《夜間新聞》起，粵語新聞取消顯示新聞資訊列。
- 2016年2月4日起，因投資者司榮彬不滿亞視新聞日前報道亞視欠薪及新聞及公共事務部高級副總裁劉瀾昌公開接受訪問承認亞視停播風險時刻存在，即日解僱高級副總裁劉瀾昌，要求他即日離職，但被劉瀾昌否認，惟同日早上，劉瀾昌引用《僱傭條例》10A條向上級提出離職，正式辭去新聞及公共事務部高級副總裁。[70]
- 2016年2月5日《六點鐘新聞》起，粵語新聞取消顯示「今日要聞」新聞重點及「下一節...」新聞提要。當日六點鐘新聞兩位主播為盧卓瑤、羅佩怡，報導並沒有提及亞視欠薪。同日新聞部通知記者「由於人手不足，由明日開始，原本要上班的記者，都要放補假，不用上班，直至另行通知」；有指因導演不夠，亞視未能廣播新聞，而消息指亞視2月6日起不會有新聞時段。[71][72]。當晚粵語新聞記者蔡芷璇與財經記者吳若瑜主持最後一次粵語《夜間新聞》，並於結尾共同帶出贈言「有緣再會」；英語新聞記者Raymond Yeung則主持最後一次英語《夜間新聞》，並於結尾帶出贈言「To all our viewers, thank you so much for your support over the years. Goodbye and good night」。而亞視新聞部員工亦在新聞後拍攝大合照[73][74]。
- 2016年2月5日，粵語新聞主播羅佩怡、盧卓瑤 最後一次主持《六點鐘新聞》，蔡芷璇最後一次主持《夜間新聞》 後同日離開亞視新聞部。
- 2016年2月5日，超過16名亞視新聞員工（包括粵語高級記者范樂蘅、粵語記者盧卓瑤、粵語記者蔡芷璇、粵語外電記者鄭頴宜、首席財經記者陳啟樂、首席財經記者羅佩怡、英語高級記者Bo Leung、英語編輯Ben O'Rourke）及多名編導和剪片引用《僱傭條例》10A條自動遣散離開亞視新聞部。
- 2016年2月6日，隨著亞視股東王征以主要債權人身份入稟向香港高等法院遞交亞視清盤申請，新聞部人手嚴重不足。當日起更取消播映《六點鐘新聞》、《夜間新聞》、傍晚《天氣報告》、晚間《經濟快訊》、晚間及夜間《體育快訊》、《新闻故事》、《英語晚間新聞》、《英語夜間新聞》，但保留本港台播放的《當年今日》、《兩岸點滴》、本港台及亞洲台播放的《亞洲點滴》（改為只由亞洲台星期六、日22:45-23:00播放）及國際台转播的中國中央電視台英語新聞頻道的新聞节目，但此舉勢違免費電視牌照中「須於每晚6時至午夜12時提供兩節不能少於15分鐘的新聞時段」規定。亞視發言人黃守東同日中午更宣佈要暫停各頻道各節的新聞報道。[75]
- 2016年2月13日起，取消播映本港台的《當年今日》。
- 2016年2月20日起，亞視新聞部恢復製作本港台的《六點鐘新聞》、《夜間新聞》，當晚兩個新聞時段皆由潘詠兒主播。
- 2016年2月26日起，已停止製作的《理財博客》監製吳泳茵兼任本港台《六點鐘新聞》及《夜間新聞》的主播。
- 2016年3月5日，亞視在臨時清盤人遣散所有員工後，再聘用160名員工負責基本廣播運作，新聞部因而需減少人手，遣散總編輯陳偉超、所有粵語財經組、專題組及普通話新聞部員工後未有重新聘用，體育組亦只剩下副採訪主任張志豪，以降低成本；同時，港聞組記者及外電記者須同時兼任報道港聞及外電消息；同月17日起，英語新聞部採訪主任謝燕娜亦開始擔任粵語新聞記者。
- 2016年3月6日《六點鐘新聞》起，新聞部開始於新聞時段內恢復《天氣報告》做法，在報道溫度及相對濕度外，提供各大城市天氣概況；同月14日《六點鐘新聞》起在報道溫度及相對濕度外，如《夜間新聞》一樣於新聞時段內提供五天天氣展望。
- 2016年3月13日起，亞視新聞部恢復播映國際台的《時事縱橫》。
- 2016年3月15日起，亞視新聞部恢復播映《當年今日》，並改為本港台及亞洲台兩台播出。
- 2016年3月30日起，亞視新聞部恢復播映《今日亞洲》，並改為本港台及亞洲台兩台播出。
- 2016年4月2日起，亞視免費電視牌照屆滿，亞視新聞停播。

## 新聞及財經節目
| 節目                                       | 播放時間                                  | 播放日期                          | 播放頻道                     | 停播日期       |
| ------------------------------------------ | ----------------------------------------- | --------------------------------- | ---------------------------- | -------------- |
| 七點鐘新聞 News at Seven                   | 19:00-20:00                               | 星期一至日                        | 亞洲高清台                   | 2009年10月4日  |
| 新聞830 News 830                           | 20:30 - 21:30                             | 星期一至五                        | 本港台、亞洲高清台           | 2009年11月20日 |
| 亞洲電視金融快訊 Market Bulletin           | 10:15-11:00 11:30-12:00 15:30-16:30       | 星期一至五（港股交易日）          | 亞洲台                       | 2013年2月7日   |
| 新聞簡報 News Update                       | 21:00 - 21:05                             | 星期一至日                        | 國際台                       | 2015年1月1日   |
| 新聞簡報 News Update                       | 22:00 - 22:05                             | 星期一至日                        | 國際台                       | 2015年1月1日   |
| 新聞報道 News Report                       | 11:00 - 11:30                             | 星期一至五（港股交易日）          | 亞洲台                       | 2015年1月1日   |
| 新聞報道 News Report                       | 15:00 - 15:30                             | 星期一至五（港股交易日）          | 亞洲台                       | 2015年1月1日   |
| 普通話經濟快訊 Putonghua Economic Bulletin | 17:50 - 17:55                             | 星期一至五（港股交易日）          | 國際台、亞洲台（賽馬日除外） | 2015年1月1日   |
| 普通話經濟快訊 Putonghua Economic Bulletin | 20:18 - 20:25（重播）                     | 星期一至五（港股交易日）          | 亞洲台（賽馬夜除外）         | 2015年1月1日   |
| 普通話天氣報告 Putonghua Weather Report    | 17:55 - 18:00                             | 星期一至五                        | 國際台、亞洲台（賽馬日除外） | 2015年1月1日   |
| 普通話天氣報告 Putonghua Weather Report    | 20:25 - 20:30（重播）                     | 星期一至五                        | 亞洲台（賽馬夜除外）         | 2015年1月1日   |
| 理財博客 Wealth Blog                       | 10:15-11:00 11:30-12:00 15:30-16:30       | 星期一至五（港股交易日）          | 亞洲台                       | 2015年5月29日  |
| 亞洲早晨 Good Morning Asia                 | 06:30 - 08:35                             | 星期一至五                        | 本港台                       | 2016年2月1日   |
| 亞洲早晨 Good Morning Asia                 | 07:00 - 08:00                             | 星期六                            | 本港台                       | 2016年2月1日   |
| 晨早經濟快訊 Morning Economic Bulletin     | 07:15 - 07:20                             | 星期一至五 （亞洲早晨時段內播出） | 本港台                       | 2016年2月1日   |
| 晨早經濟快訊 Morning Economic Bulletin     | 07:45 - 07:50                             | 星期一至五 （亞洲早晨時段內播出） | 本港台                       | 2016年2月1日   |
| 十二點半新聞 12:30 News                    | 12:30 - 12:50                             | 星期一至五                        | 本港台                       | 2016年2月1日   |
| 十二點半新聞 12:30 News                    | 12:30 - 12:45                             | 星期六、日                        | 本港台                       | 2016年2月1日   |
| 普通話新聞 ATV Putonghua News              | 17:30 - 17:40                             | 星期一至五                        | 國際台、亞洲台               | 2016年2月3日   |
| 普通話新聞 ATV Putonghua News              | 19:05 - 19:15（重播）                     | 星期一至五                        | 亞洲台                       | 2016年2月3日   |
| 普通話新聞 ATV Putonghua News              | 23:35 - 23:45（重播）                     | 星期一至五                        | 國際台                       | 2016年2月3日   |
| 經濟快訊 Economic Bulletin                 | 12:55 - 13:00                             | 星期一至五（港股交易日）          | 本港台                       | 2016年2月6日   |
| 經濟快訊 Economic Bulletin                 | 18:25 - 18:30                             | 星期一至五（港股交易日）          | 本港台                       | 2016年2月6日   |
| 天氣報告 Weather Report                    | 12:50 - 12:55                             | 星期一至五                        | 本港台                       | 2016年2月6日   |
| 天氣報告 Weather Report                    | 12:45 - 12:50                             | 星期六、日                        | 本港台                       | 2016年2月6日   |
| 天氣報告 Weather Report                    | 18:35 - 18:40                             | 星期一至日                        | 本港台、亞洲台               | 2016年2月6日   |
| 新聞簡報 News Update                       |                                           |                                   |                              | 2016年2月6日   |
| 15:00 - 15:05                              | 星期一至日                                | 本港台                            |                              | 2016年2月6日   |
| 21:00 - 21:05                              | 星期一至日                                | 本港台                            |                              | 2016年2月6日   |
| 體育快訊 Sports Bulletin                   | 18:25 - 18:30                             | 星期一至五（非港股交易日）        | 本港台、亞洲台               | 2016年2月6日   |
| 體育快訊 Sports Bulletin                   | 18:25 - 18:30                             | 星期六、日                        | 本港台、亞洲台               | 2016年2月6日   |
| 體育快訊 Sports Bulletin                   | 18:30 - 18:35                             | 星期一至五（港股交易日）          | 本港台、亞洲台               | 2016年2月6日   |
| 體育快訊 Sports Bulletin                   | 22:50 - 23:00                             | 星期一至五                        | 本港台、亞洲台               | 2016年2月6日   |
| 晚間新聞 Main News                         | 19:30 - 19:50                             | 星期一至日                        | 國際台、亞洲台               | 2016年2月6日   |
| 天氣報告 Weather Report                    | 19:30 - 19:50                             | 星期一至日                        | 國際台、亞洲台               | 2016年2月6日   |
| 財經匯報 Financial Report                  | 19:30 - 19:50                             | 星期一至五（港股交易日）          | 國際台、亞洲台               | 2016年2月6日   |
| 夜間新聞 Late News                         | 23:05 - 23:20                             | 星期一至日                        | 國際台                       | 2016年2月6日   |
| 新聞故事 News Story                        | 18:15 - 18:30 22:45 - 23:00               | 星期六、日                        | 本港台、亞洲台               | 2016年2月6日   |
| 當年今日 One Day                           | 07:15 - 07:20                             | 星期一至六                        | 本港台                       | 2016年4月2日   |
| 當年今日 One Day                           | 07:55 - 08:00                             | 星期日                            | 本港台                       | 2016年4月2日   |
| 當年今日 One Day                           | 12:25 - 12:30 17:55 - 18:00 22:25 - 22:30 | 星期一至日                        | 本港台                       | 2016年4月2日   |
| 兩岸點滴 News From The Straits             | 12:15 - 12:20                             | 星期一至五                        | 本港台                       | 2016年4月2日   |
| 六點鐘新聞 6:00 News                       | 18:00 - 18:20                             | 星期一至日                        | 本港台                       | 2016年4月2日   |
| 夜間新聞 Late News                         | 22:30 - 22:50                             | 星期一至日                        | 本港台                       | 2016年4月2日   |
| 亞洲點滴 Asia Moments                      | 18:55 - 19:00                             | 星期一至五                        | 本港台                       | 2016年4月2日   |
| 亞洲點滴 Asia Moments                      | 21:25 - 21:30                             | 星期一至五                        | 本港台                       | 2016年4月2日   |
| 亞洲點滴 Asia Moments                      | 13:10 - 13:15                             | 星期一至五                        | 亞洲台                       | 2016年4月2日   |
| 亞洲點滴 Asia Moments                      | 19:15 - 19:20                             | 星期一至五                        | 亞洲台                       | 2016年4月2日   |
| 亞洲點滴 Asia Moments                      | 23:25 - 23:30                             | 星期一至五                        | 亞洲台                       | 2016年4月2日   |

## 公共事務及資訊節目
- 以下節目是亞視新聞部資訊科製作的節目

| 節目                                   | 播映時間                                                                | 播映日期                       | 播放頻道       | 主持／旁白                         | 備註                 |
| -------------------------------------- | ----------------------------------------------------------------------- | ------------------------------ | -------------- | ---------------------------------- | -------------------- |
| 龍門陣                                 | 星期四22:30-23:30                                                       | 1993年10月17日至1994年12月25日 | 本港台         | 徐佩瑩、鄭經翰、黃毓民、陳耀南     |                      |
| 香港望族                               | 星期六20:30-21:00                                                       | 2011年1月8日至4月30日          | 本港台         | 殷 莉                              |                      |
| 香港百人                               | 星期一至五19:30-20:00                                                   | 2011年3月7日至7月26日          | 本港台         | 亞視新聞部記者                     |                      |
| 香江怒看                               | 星期二、四19:30-20:00（本港台）、 21:30-22:00（亞洲台；本港台5月6日起） | 2014年1月7日至11月27日         | 本港台、亞洲台 | 詹培忠、褚簡寧                     |                      |
| 濠江水悠悠 澳門五百年                  | 星期一至五19:05-19:30                                                   | 2013年8月26日至9月19日         | 本港台         | 黃文傑                             |                      |
| 陌生的故鄉 澳洲華人剪影                |                                                                         |                                |                | 王瑩                               |                      |
| 顏色革命.十年反思                      | 星期日20:30-21:30                                                       | 2014年5月4日至6月1日           | 本港台         | 甄思羽                             |                      |
| 顏色革命.十年反思                      | 星期日22:00-23:00                                                       | 2014年5月4日至6月1日           | 亞洲台         | 甄思羽                             |                      |
| 把酒當歌                               | 星期一至五 21:30-22:00                                                  | 2011年5月2日-2015年8月14日     | 本港台         | 劉瀾昌、林雅惠                     |                      |
| 把酒當歌                               | 星期一至五15:05-15:35（重播）                                           | 2011年5月2日-2015年8月14日     | 本港台         | 劉瀾昌、林雅惠                     |                      |
| 把酒當歌                               | 星期一至五21:30-22:00                                                   | 2011年5月2日-2015年8月14日     | 亞洲台         | 劉瀾昌、林雅惠                     |                      |
| 把酒當歌                               | 星期一至五12:00-12:30（重播）                                           | 2011年5月2日-2015年8月14日     | 亞洲台         | 劉瀾昌、林雅惠                     |                      |
| 把酒當歌                               | 星期一至六06:00-06:30（重播）                                           | 2011年5月2日-2015年8月14日     | 亞洲台         | 劉瀾昌、林雅惠                     |                      |
| 把酒當歌                               | 星期六或日12:50-15:30（重播，非賽馬日）                                 | 2011年5月2日-2015年8月14日     | 亞洲台         | 劉瀾昌、林雅惠                     |                      |
| 金錢世界                               | 星期六22:30 - 23:00                                                     | 2000年10月1日－2016年1月31日   | 本港台         | 陳啟樂                             |                      |
| 金錢世界                               | 星期日05:30 - 06:00（重播）                                             | 2000年10月1日－2016年1月31日   | 本港台         | 陳啟樂                             |                      |
| 金錢世界                               | 星期日21:00 - 21:30                                                     | 2000年10月1日－2016年1月31日   | 亞洲台         | 陳啟樂                             |                      |
| 金錢世界                               | 星期日01:45 - 02:15（重播）                                             | 2000年10月1日－2016年1月31日   | 亞洲台         | 陳啟樂                             |                      |
| 理財博客之即市錦囊                     | 星期一至五（港股交易日）09:15 - 10:20                                   | 2008年3月3日－2016年2月5日     | 本港台         | 章佳強／路遙遙／吳泳茵             | 僅使用新聞部廠房製作 |
| 理財博客之投資多面睇                   | 星期一至五（港股交易日）13:00 - 13:45                                   | 2008年3月3日－2016年2月5日     | 本港台         | 章佳強／路遙遙／吳泳茵             | 僅使用新聞部廠房製作 |
| 時事追擊                               | 星期六21:00 - 21:30                                                     | 1988年－2016年2月6日           | 本港台         | 王嘉恩                             |                      |
| 時事追擊                               | 星期六05:30 - 06:00（重播）                                             | 1988年－2016年2月6日           | 本港台         | 王嘉恩                             |                      |
| 時事追擊                               | 星期日19:00 - 19:30                                                     | 1988年－2016年2月6日           | 亞洲台         | 王嘉恩                             |                      |
| 時事追擊                               | 星期日23:15 - 23:45（重播）                                             | 1988年－2016年2月6日           | 亞洲台         | 王嘉恩                             |                      |
| 君擎財經 Juunqing Financial Talk       | 星期日20:30 - 21:30                                                     | 2015年10月1日－2016年2月19日   | 亞洲台         | 王君擎、孫懿琳、凌子、陳奕璉       | 僅使用新聞部廠房製作 |
| 君擎財經 Juunqing Financial Talk       | 星期一23:50 - 00:50                                                     | 2015年8月24日－2016年2月22日   | 國際台         | 王君擎、孫懿琳、凌子、陳奕璉       | 僅使用新聞部廠房製作 |
| 投資先機 Investment Talk               | 星期六20:30 - 21:30                                                     | 2015年8月29日－2016年2月6日    | 亞洲台         | 吳泳茵                             | 僅使用新聞部廠房製作 |
| 投資先機 Investment Talk               | 星期六23:00 - 23:30                                                     | 2015年8月29日－2016年2月6日    | 本港台         | 吳泳茵                             | 僅使用新聞部廠房製作 |
| 十分財經資訊 10 Minutes Financial News | 星期一至五08:30-08:40                                                   | 2016年2月1日－2016年2月19日    | 本港台         | 孫懿琳、朱博、凌子、陳奕璉、吳侃駿 | 僅使用新聞部廠房製作 |
| 十分財經資訊 10 Minutes Financial News | 星期一至五19:50-20:00                                                   | 2015年9月28日－2016年2月19日   | 亞洲台         | 孫懿琳、朱博、凌子、陳奕璉、吳侃駿 | 僅使用新聞部廠房製作 |
| 時事內幕追擊                           | 星期五20:00 - 20:30                                                     | 1988年－2016年2月26日          | 國際台         | Raymond Yeung                      |                      |
| 時事內幕追擊                           | 星期六08:00 - 08:30（重播）                                             | 1988年－2016年2月26日          | 國際台         | Raymond Yeung                      |                      |
| 時事內幕追擊                           | 星期日23:50 - 00:20（重播）                                             | 1988年－2016年2月26日          | 國際台         | Raymond Yeung                      |                      |
| 時事縱橫                               | 星期日20:00 - 20:30                                                     | 1990－2016年3月27日            | 國際台         | Harminder Singh                    |                      |
| 時事縱橫                               | 星期日23:20 - 23:50（重播）                                             | 1990－2016年3月27日            | 國際台         | Harminder Singh                    |                      |
| 時事縱橫                               | 星期三23:20 - 23:50（重播）                                             | 1990－2016年3月27日            | 國際台         | Harminder Singh                    |                      |
| 女人資本論 Miss Capital                | 星期六、日21:30 - 22:00                                                 | 2015年8月22日－2016年3月6日    | 亞洲台         | 王君擎、邱潔驊、陳奕璉             | 僅使用新聞部廠房製作 |
| 女人資本論 Miss Capital                | 星期二23:50 - 00:50                                                     | 2015年8月22日－2016年3月6日    | 國際台         | 王君擎、邱潔驊、陳奕璉             | 僅使用新聞部廠房製作 |
| 今日亞洲 Asia Today                    | 星期三、四18:20 - 18:30                                                 | 2015年8月23日－2016年3月31日   | 本港台         | 吳泳茵                             |                      |
| 今日亞洲 Asia Today                    | 星期四、五19:45 - 19:55                                                 | 2015年8月23日－2016年3月31日   | 亞洲台         | 吳泳茵                             |                      |

## 片頭

### 主題音樂
亞視新聞的主題音樂主要可分為8個階段：
- 1957年5月29日開台至1980年1月1日為第一階段，新聞音樂只是8秒鐘的音律[76][77]。
- 1981年1月1日至1985年12月31日為第二階段[78]，1982年邱德根出任董事局主席，麗的電視更名為「亞洲電視」，音樂進行更換，全長18秒鐘[79]。
- 1987年2月2日至1989年2月12日為第三階段，新聞部更換音樂，全長20秒鐘，此為第三階段音樂[80]，此后新闻音乐中段旋律基本以此阶段音乐为蓝本。
- 1989年2月13日至1998年9月27日為第四階段，林百欣出任董事局主席後，音樂進行更換，为第三阶段音乐重混，全長12秒鐘。
- 1998年9月28日至1999年10月3日為第五階段，亞視引進「虛擬演播室」技術後，音樂改用一個更先進的樂器演奏，音樂較原來有一定的變動，全長20秒鐘；1998年10月，音樂進行改良[81]。
- 1999年10月4日至1999年10月18日為第六階段，配合播放全新的《亞視焦點新聞》，更換全新新聞音樂旋律[82]。
- 1999年10月19日至2000年3月5日為第七階段，配合播放全新的《亞視七點半新聞》，亞視再次更換新聞音樂旋律，全長18秒鐘。
- 2000年3月6日至2016年4月1日為第八階段，《六點鐘新聞》恢復播放，亞視新聞音樂再次更換，此階段的音樂中段與第三阶段和第四階段的音樂中段相似[83]，作出調整重混，全長12秒鐘，其後多次小幅調整，沿用至2016年4月1日亞視正式停播。

### 片頭變遷
| - 1957年5月29日 - 1979年12月31日： 此階段新聞片頭不明。 - 1980年1月1日 - 1980年12月31日： 背景為變形圖案，由攝影記者變為衛星天線，再變為“RTV”台徽圖案，並顯示“NEWS”，節目開始。此版本只適用於英文台。 - 1981年1月1日 - 1981年12月31日： 沒有新聞動畫，只顯示麗的電視台徽和“新聞報導”，鏡頭移向主播，節目開始。但是存在另一版本為先顯示綠色框然後分別顯示紅、藍框分別顯示新聞影片片段並且播放第二階段的背景音樂，最後三個框都縮掉再冒出“RTV”台徽與“新聞報導”四字，節目開始。此版本只適用於中文台。 - 1982年1月1日 - 1983年12月31日： 1982年邱德根出任董事局主席，麗的電視更名為「亞洲電視」。新聞片頭出現多個香港風景影片及新聞相片，其後顯示亞視錢幣台徽和“新聞報導”或“NEWS”，節目開始。 - 1984年1月1日 - 1985年12月31日： 先是藍色背景出現黃色底世界地圖，並同時出現兩個亞視新聞影片（本港及國際新聞）片段，然後出現亞視錢幣台徽及新聞名稱，節目開始。 - 1986年1月1日 - 1986年12月31日 首先是衛星天線接收七彩光線並轉發至香港天際線，及後各顏色光線從舊中環天星碼頭登岸並在市區穿插（景物位置均為虛構），再度會合並射至尖沙咀鐘樓後，擊倒虛擬佈景並向上推出節目名稱，進入尖沙咀角度維港夜景背景，節目開始。 - 1987年1月1日 - 1987年12月31日： 插滿大廈的香港島漂浮至預定位置。其後黑色紙飛機飛入，港島反至地圖視角，並拉出地球和月球。隔後，香港島飛出至上方的地球，換取節目名稱（如“新聞報導”或“NEWS”），節目開始。 - 1988年1月1日 - 1989年2月12日 ： 畫面從右下角向左上角刷新，並在未被吊起的節目名稱上方出現中環交易廣場至金鐘遠東金融中心天際線，然後立體字“新聞報導”或“NEWS”被向下延伸的白線吊起，其後字樣移至預定位置（而英文新聞則會飛入新聞時段的名稱到“NEWS”上方，例如夜間新聞會飛入“LATE”）後節目開始。 - 1989年2月13日 - 1989年12月31日 ： 1989年林百欣出任董事局主席，出現星球表面動畫（或者地球及衛星移動）及新聞報導立體字及指針移動（指示節目的開始時間），其後節目開始。 - 1990年1月1日 - 1991年12月31日： 出現旋轉的指南針、亞視新聞部車輛及發射鍋，並出現新聞報導立體字，其後節目開始。期間國際台新聞存在另一版本：僅出現世界、香港地圖及各地新聞影片，右下角出現“NEWS”標題，其後節目開始。 - 1992年1月1日 - 1993年10月31日： 《六點鐘新聞》：先出現地球三維模型，並彈出當日新聞預告，其後出現印有世界地圖及新聞片段（包括南斯拉夫內戰、非洲飢荒、鄧小平南巡講話、警匪槍戰、彭定康就任港督，以及中國發射通訊衛星）方塊及新聞立體字，節目開始。 《九點鐘新聞》：先後出現三個鐘樓，分別指向下午一時整、晚上六時整、尖沙咀鐘樓顯示晚上九時整，期間“新”“聞”二字由左至右移動，並出現多個新聞影片，最後飛出新聞立體字及維港夜景，其後節目開始。 - 1993年11月1日 - 1994年10月31日： 先是出現正在列印的新聞部傳真機（有時會列印出新聞提要及日期），並出現接電話、亞視新聞部辦公室、攝影器材、採訪車輛及一個攜帶錄影帶跑入控制室的工作人員背影，然後出現新聞黑體立體字，其後節目開始。期間出現另一版本：先出現新聞提要及日期，其後出現新聞影片（依次為工業意外、立法局前集會、押解非法入境者、維港景色、警匪槍戰，以及南斯拉夫內戰），而轉動地球連同繞飛的三原光飛入右下角位置，其後出現新聞立體字，節目開始。 - 1994年11月1日 - 1996年12月31日： 綠色背景，先是出現新聞提要（部分新聞時段省去），其後出現不斷轉動的時鐘，在轉軸化為以地球為中心的渾天儀後出現“NEWS”字樣，並逐字轉為“亞視新聞”，隨後整個渾天儀轉至左上角並出現新聞立體字（字體同上）並飛入新聞演播室內，節目開始。 - 1997年1月1日 - 1998年9月27日： 藍色背景，先是出現新聞提要（部分新聞時段省去），其後由左至右出現不斷旋轉的世界及香港地圖方塊，當轉至香港地圖後出現旋轉的“亞視新聞”、“NEWS”環形字樣及地球，其後背景轉為世界地圖並出現新聞立體字，節目開始。 - 1998年9月28日 - 1999年10月3日： 棕黃色背景，出現節目名稱，採用虛擬演播室技術，部分節目（如六點鐘新聞、Main News）會淡入虛擬演播室，在略過主播席上方後出現新聞提要，最後節目開始。背景音樂經改良。 - 1999年10月4日 - 2000年7月8日： 藍色背景，出現旋轉地球，並出現新聞立體字，採用虛擬演播室技術，更換背景音樂。立體字向上飛出後節目開始（部分新聞時段不會飛出）。1999年10月19日起背景音樂再被更換，與亞視七點半新聞的背景音樂相同，而且該片頭由該日開始只應用於晚間時段新聞。 - 1999年10月19日 - 2000年7月8日： 黃色背景，可能出現立體字“亞視新聞 深入明快”，及後出現新聞立體字，以及新聞提要，節目開始。背景音樂再被更換。 - 2000年7月9日 - 2002年10月13日： 藍色背景，出現地球及“亞視新聞 ATV NEWS”字樣，及後出現新聞提要及新聞立體字，新聞提要部分顯示的新聞日期的字體被更換，節目開始；背景音樂被更換，並沿用至2016年4月1日亞視正式停播。 - 2002年10月14日 - 2005年4月30日： 黃色背景，出現地球及“亞視新聞 ATV NEWS”字樣，及後出現新聞提要及新聞立體字，節目開始。 - 2005年5月1日 - 2007年1月14日： 紅色背景，出現地球及“亞視新聞 ATV NEWS”字樣，及後出現新聞提要及新聞立體字，節目開始。 - 2007年1月15日 - 2007年7月21日： 藍色背景，出現香港城市動畫及“亞視新聞 ATV NEWS”字樣，及後出現新聞提要、亞視風車台徽、新聞立體字，節目開始。 - 2007年7月22日 - 2007年10月7日： 2007年7月23日，亞視新聞正式在大埔總部廣播；片頭為青色背景，出現亞視風車台徽，台徽的絲帶再組成地球形狀，並有一些世界知名城市的英文字樣（比如HONG KONG、BEIJING、SHANGHAI、PARIS、NEW YORK ...），及後出現新聞提要，並再次出現亞視風車台徽及新聞標題，風格和字體都有明顯的改變，節目開始。 - 2007年10月8日 - 2008年9月27日（第一版）： 2007年10月8日亞視啟用新台徽，新聞開頭因此有變。片頭為藍色背景，出現亞視a字台徽，及後出現新聞提要，並再次出現亞視a字台徽及新聞標題，節目開始。風格類似於前一版，唯舊的風車台徽變為新的a字台徽。 - 2008年9月28日 - 2010年7月13日（第二版）： 除比例改為16:9外，其他同上。 - 2009年2月17日 - 2011年1月2日（《夜間新聞》版）： 除《夜間新聞》片頭背景改為黃色及亞視a字台徽改為橙、黄、紅色外，其他同上。 - 2010年7月14日 - 2011年1月2日（第三版）： 除亞視新聞提要取消在亞視新聞片頭播放，由主播講出“先睇下新聞重點”之後出現外，其他同上。 - 2011年1月3日 - 2011年4月10日（第四版）： 除背景改為黃色及亞視a字台徽改為橙、黄、紅色外，其他同上。 - 2011年4月11日 - 2011年4月12日： 2011年4月11日亞視新聞換新片頭，惟被觀眾發現片頭疑為抄襲，高登討論區有網民指出，原設計是由一位23歲外國學生以「BBC新聞報道片頭」為題而來的「功課」作品，相關載圖被轉載到多個網站，不到兩日，亞視於4月13日播回舊版本，並將4月11及12兩日原於亞視網站供網民重溫的新聞片段作出刪剪，相關懷疑侵權片頭亦被換為舊版本。 - 2011年4月13日 - 2012年7月7日： 重用2011年1月3日的橙色背景新聞開頭。新聞提要則採用2011年4月11日的版本，由主播講出“先睇下新聞重點”之後出現。 - 2012年7月8日 - 2012年9月15日（第一版）： 藍色背景，出現地球及亞視a字台徽，及後出現黑體亞視新聞標題及亞視新聞網站，節目開始。 - 2012年9月16日 - 2015年12月31日（第二版）： 除背景、地球及亞視a字台徽由藍色、紅色、橙色改為全藍色，及亞視新聞標題字體由紅色改為白色外，其他同上。 - 2016年1月1日 - 2016年1月6日（第一版）： 新聞開頭先後出現齒輪、發射鍋、人造衛星及鐘錶，及後亞視新聞標題立體字，節目開始。新聞提要由主播講出“先睇下新聞重點”之後出現。 - 2016年1月7日 - 2016年2月5日（第二版）： 除增大片頭中亞視新聞標題立體字的比例外，其他同上。 - 2016年2月20日 - 2016年4月1日（第三版）： 除取消播映新聞提要外，其他同上。是次為亞視在2016年4月2日停播前最後一次新聞片頭變動。 |

## 報道方式
亞視新聞先由主播簡單講述有關新聞，然後播出由記者旁述先前錄好的新聞片，詳細報道有關新聞。
由2007年9月中開始，除了原有的報道方式，六點鐘新聞開始仿傚外國新聞報道，採用專題報道的方式：由主播簡單講述有關新聞，然後交由另一名(或更多)記者以直播的方式報道有關新聞，並播出由記者旁述先前錄好的新聞片。
由2007年12月開始，再增加另一種專題報道的方式：由主播簡單講述有關新聞，然後交由另一名（或更多）記者以錄播方式在虛擬佈景報道，並運用虛擬佈景展示有關新聞的圖片或影片，亦會播出由記者旁述先前錄好的新聞片。
由2009年3月中左右《夜間新聞》開始單主播制，同時仿傚台灣利用虛擬布景報道新聞及和《主播天下》的主持進行交流，簡述當日主播天下的內容。
由2009年7月1日起，於播放新聞同時，螢幕下方會出現文字顯示當天的重要新聞，並以向上捲動形式打出，亦會顯示日期、時間和現時天氣。
由2012年起，亞視新聞再次減少繁重的報道方式，再度由主播簡單講述有關新聞，然後播出由記者旁述先前錄好的新聞片報道有關新聞。
由2012年4月16日開始，《夜間新聞》縮短節目時間，原有的節目《經濟快訊》合併於新聞時段內，開始以一主播加上一財經主播形式報導新聞。
由2013年11月起，亞視新聞陸續更新其下新聞節目虛擬廠景畫面設計：經濟快訊由真實廠景轉變為虛擬廠景拍攝，體育快訊主播則一改由採用主播枱報道新聞的方式，主播會站着報道體育新聞，增加互動。